# Türbe

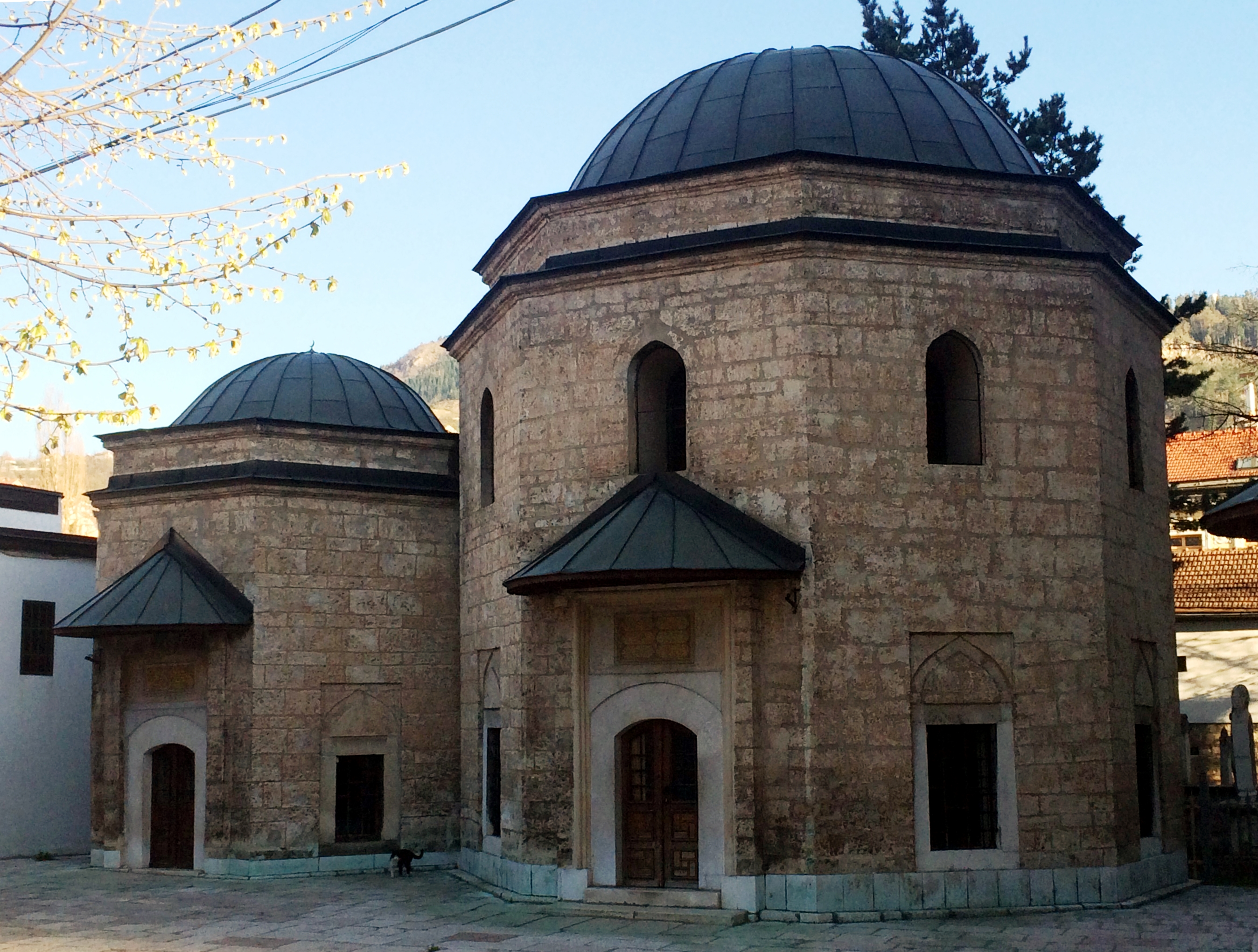
Gazi Husrev-begs türbe (1480–1541) vid Gazi Husrev-beg-moskén i Sarajevo

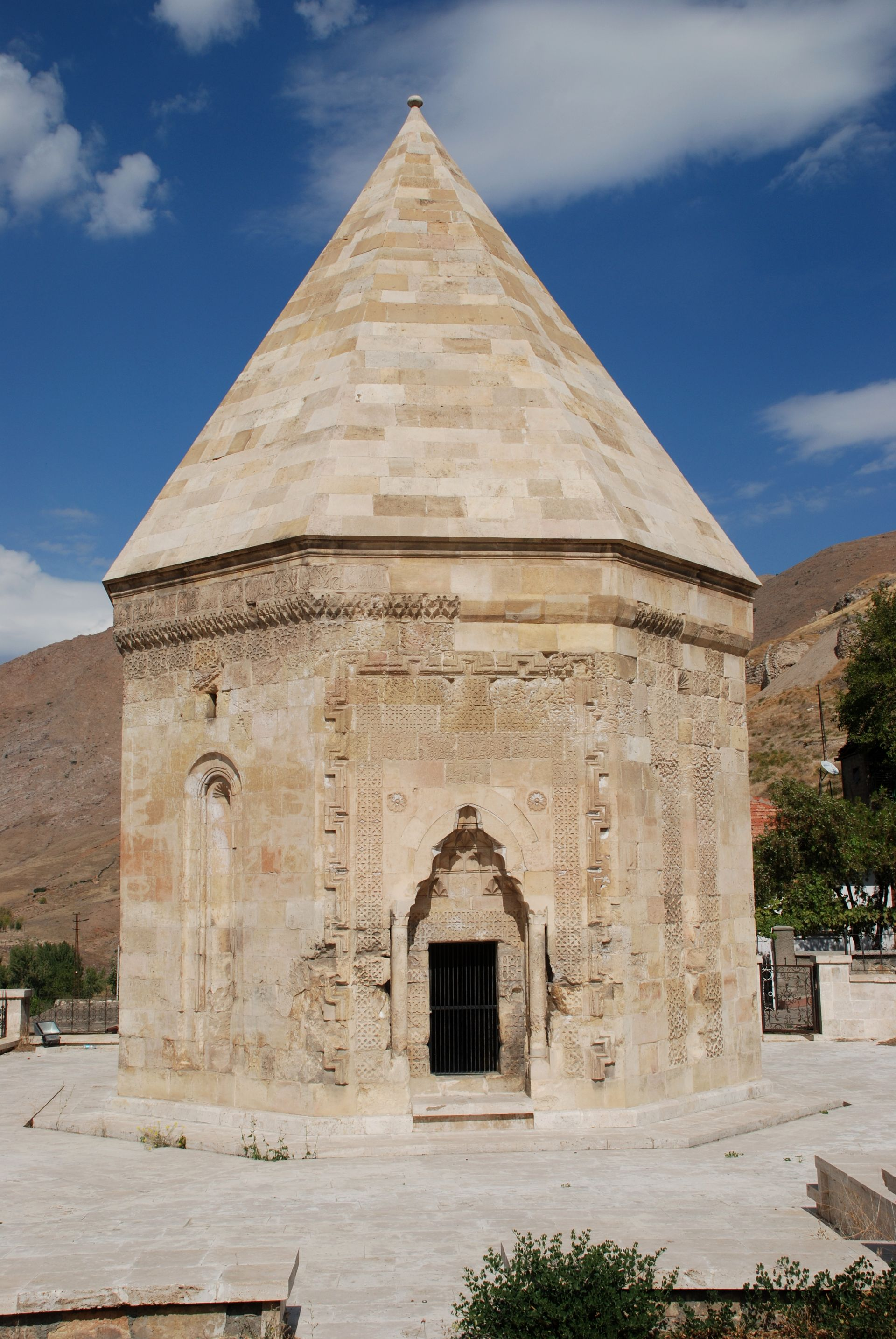
Tidigare och mer östliga exempel har raka tak snarare än kupoler, en persisk stil. Divriği, Sivas-provinsen, i centrala östra Turkiet. ?1200-talet.

Storvesirens türber i hjärtat av Travnik

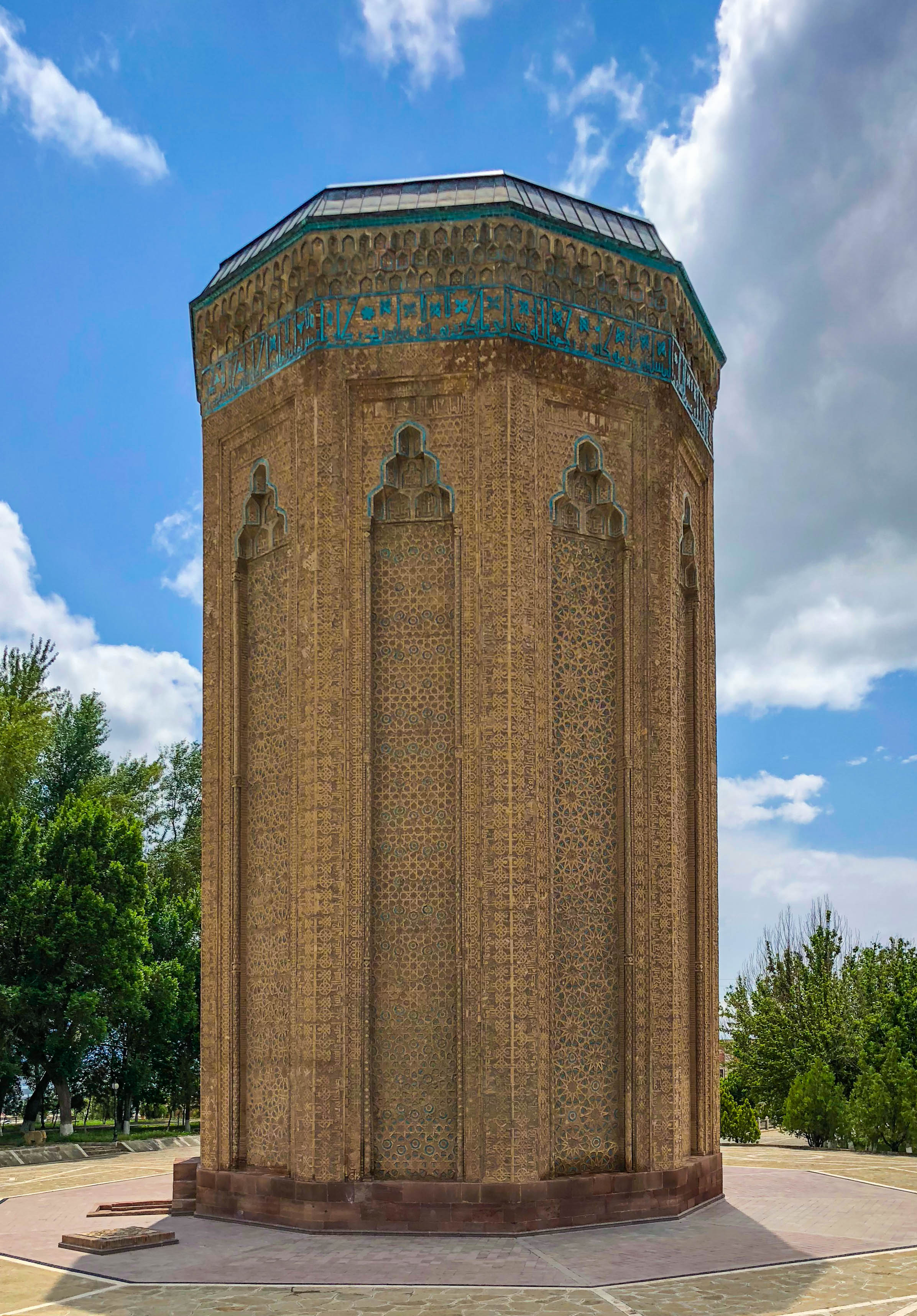
Momine Khatun Mausoleum in Nakhchivan (1186–1187)

Türbe (turkiska) är ett gravtorn eller gravmonument som byggdes av seldjukerna i Iran från mitten av 1000-talet och som senare användes i det Osmanska riket. I Istanbul används det ofta för att hänvisa till mausoleer för de osmanska sultanerna och andra adelsmän och notabiliteter. Byggnaden efterliknade de seldjukiska cylinder- och konformade tälten och kunde vara ända till sextio meter höga. Ordet türbe härstammar från arabiskan تُرْبَة turbah (som betyder "jord/mark/jord") som också kan betyda ett mausoleum, men oftare ett begravningskomplex, eller en tomt på en kyrkogård.

## Egenskaper
En typisk türbe ligger på tomten till en moské eller ett komplex, ofta donerat av den avlidne. Vissa är dock mer integrerade i omgivande byggnader. Många är relativt små byggnader, ofta kupolformade och sexkantiga eller åttkantiga, som innehåller en enda kammare. Mer mindre türber hålls vanligtvis stängda även om interiören ibland kan skymtas genom metallgaller över fönstren eller dörren. Exteriören är typiskt murad, kanske med kaklade dekoration över dörröppningen, men interiören innehåller ofta stora ytor av målat kakel, som kan vara av högsta kvalitet.
Inuti vilar kroppen eller kropparna vanligen i sarkofager, kanske med en enkel inskription, som är, eller ursprungligen var, täckt av rika tygdraperier. Vanligtvis är dessa sarkofager symboliska, och själva kroppen ligger under golvet. I spetsen av graven var en trästolpe ibland krönt av en vit ottomansk turban (för män) eller av en turban huggen i sten.
Tidigare exempel hade ofta två eller fler våningar, efter exemplet från Ilkhanatet och persiska gravar som de var modellerade på. Malekgraven är ett bra exempel på detta. Den ottomanska stilen är också tänkt att återspegla formen på tälten som användes av de tidigare nomadiska ottomanerna och deras efterföljare när de var på militära uppdrag. Sultaner lät ofta bygga sina gravar under sin livstid, även om de av andra familjemedlemmar (och vissa sultaner) byggdes efter deras död. De vitala organen från sultan Murad I, som mördades strax efter sin seger i slaget vid Kosovo 1389, begravdes i en türbe där medan resten av hans kropp bars tillbaka till hans huvudstad Bursa att begravas i en andra türbe.

## Kända türber

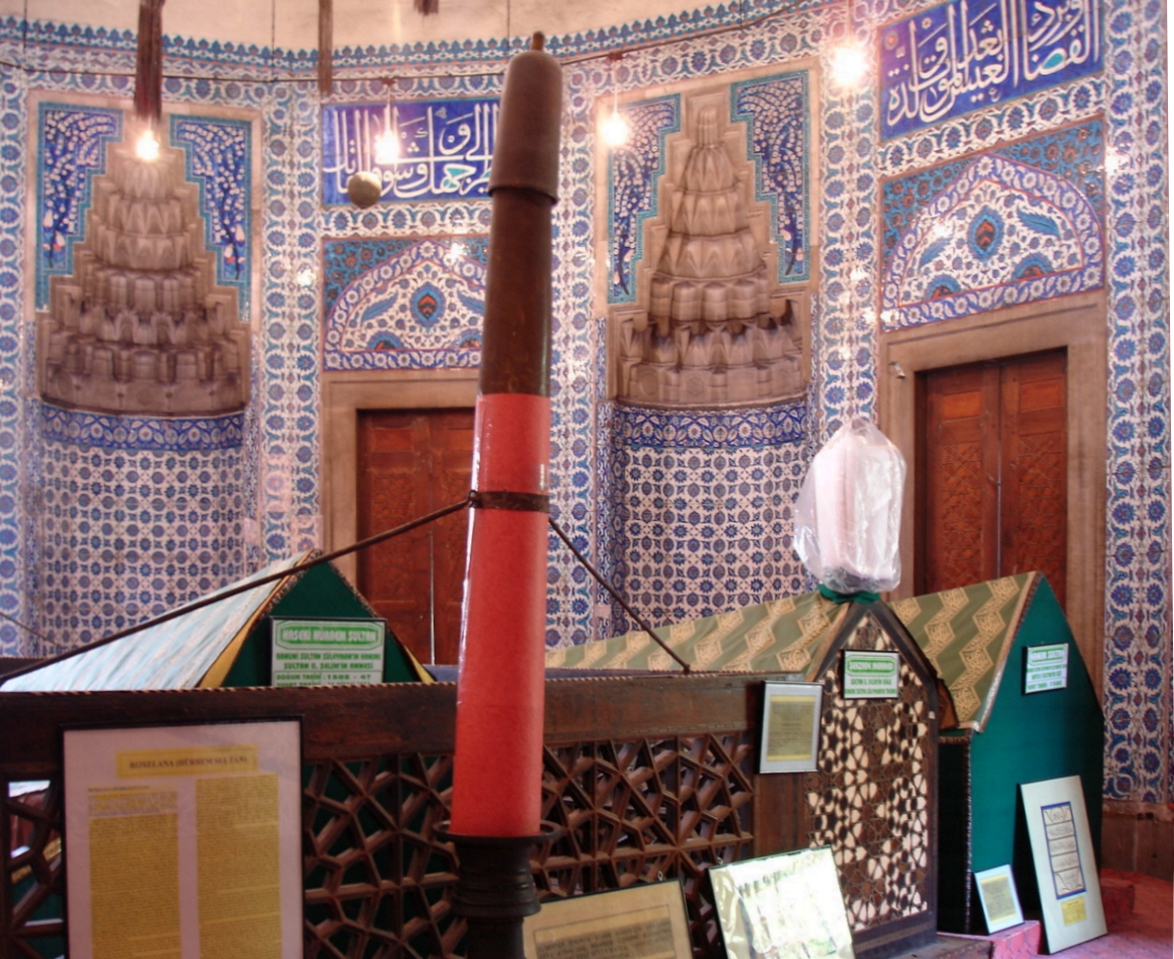
Hürrem Sultans türbe (död 1558) vid Süleymaniyemoskén i Istanbul, som visar kakel, draperade sarkofager, en tom turbanstång och en med turban (skyddad av plastfolie)

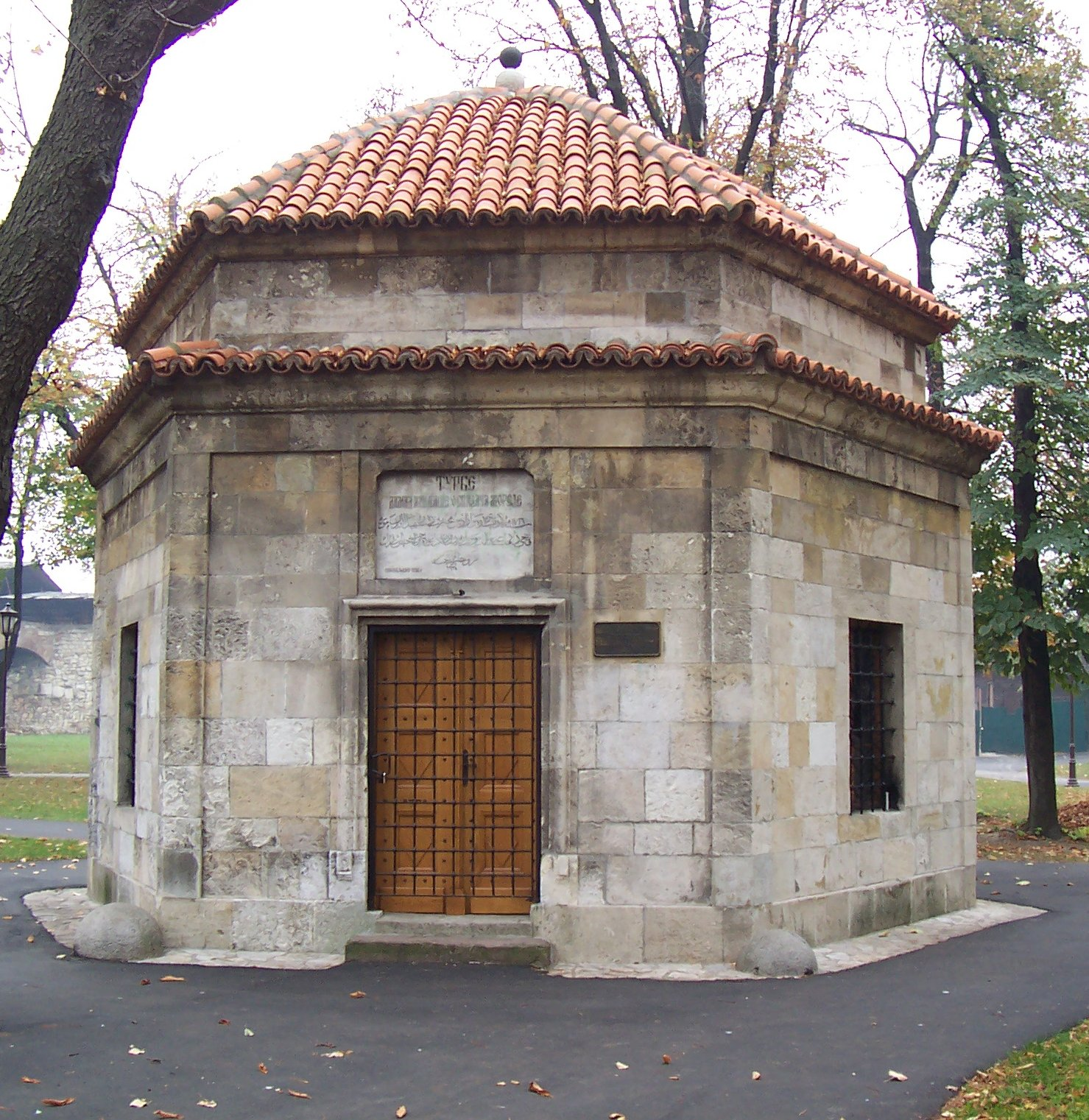
Damat Ali-Pašas Turbeh i Belgrads fästning Kalemegdan. Notera den sexkantiga basen.

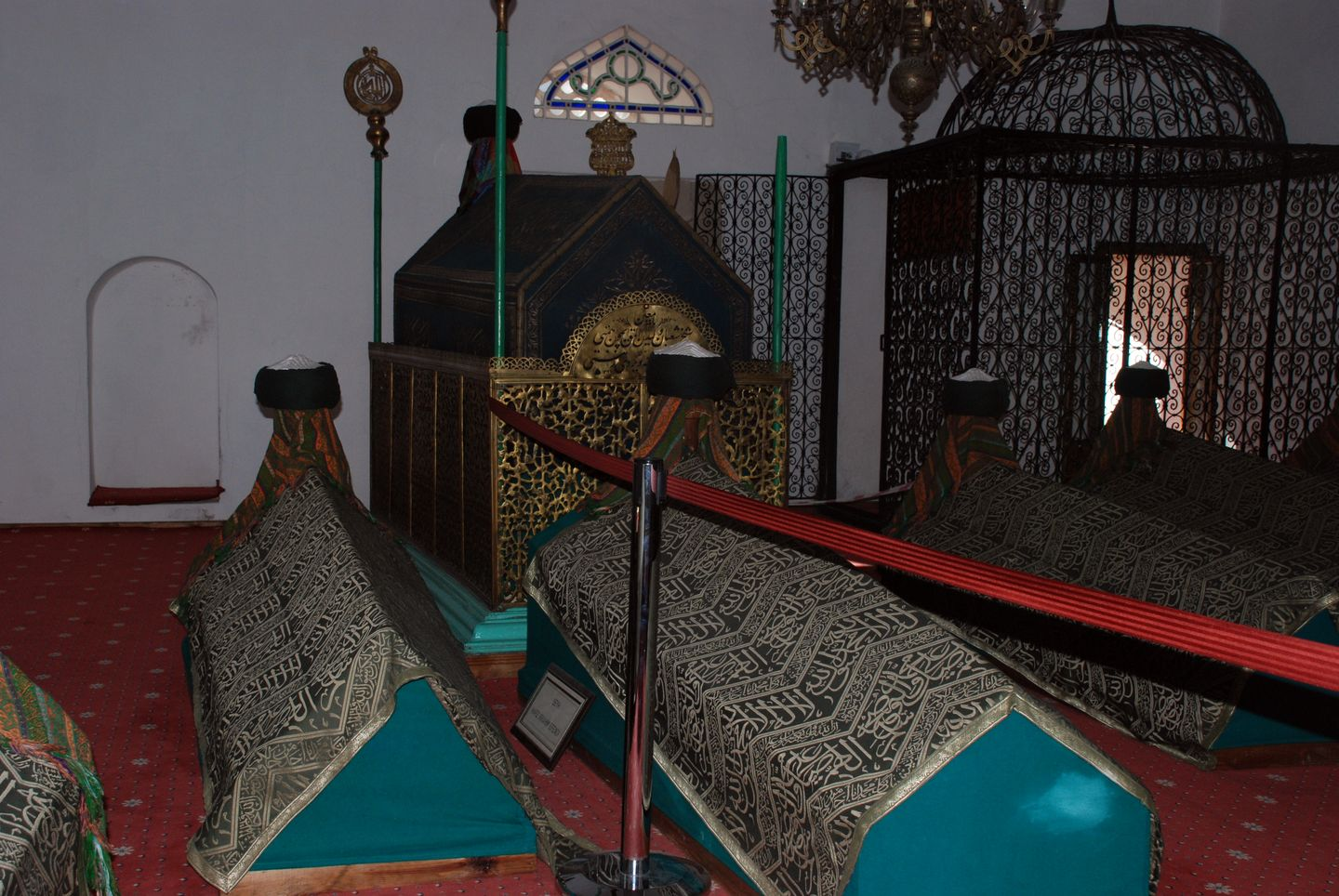
Sarkofager inuti türben för Sheikh Shaban-i Veli, sufimästare i Halveti tariqa, i Kastamonu

Istanbul är platsen för de flesta av de ottomanska sultanernas türber samt för många av storvesirerna och andra notabiliteter. Turkiet har också türber förknippade med flera sufihelgon i det osmanska riket .

### Süleymaniye moskékomplex
Süleymaniyemoskéns komplex i Istanbul omfattar några av de mest berömda türberna, som Suleymans egen (1550-talet) – kanske den mest fantastiska av alla ottomanska türber – och hans hustru Hürrem Sultans, med mycket fint kakelarbete. På en gata nära komplexet finns den lilla türben av dess berömda arkitekt Mimar Sinan, i vad som var hans trädgård.

### Konya
I Konya finns det på 1100-talets Alâeddin-moskés område två tidiga türber med koniska tak som innehåller resterna av medlemmar av Seljuk Rum-dynastin. Staden är också plats för türben Jalal ad-Din Muhammad Rumi, som är en viktig helgedom och pilgrimsfärdsmål. I Konya, som i Kayseri, kallas türber också för kümbets. 

### Bursa
Den ottomanska huvudstaden före erövringen av Konstantinopel 1453, Bursa är hem för de flesta av de tidigare sultanernas türber, som Osman I och hans son, Orhan. Türber på området för det vackra Muradiye-komplexet innehåller resterna av Murad II och flera prinsar. Yeşil Türbe (Gröna türbe), ett stort trevåningstorn i Yeşil-moskéns område, inrymmer Mehmed I:s vackert kaklade sarkofag. Mycket av dess exteriör är täckt med vanliga blå kakel, trots att gravens namn antyder att den är grön.

### Bulgarien
I Bulgarien användes de heptagonala türberna för dervishhelgon som Kıdlemi Baba, Ak Yazılı Baba, Demir Baba och Otman Baba som centrum för Bektashi tekkes (samlingsplatser) före 1826. Haji Bektash Velis türbe ligger i original Bektashi tekke (nu ett museum) i staden som nu bär hans namn och förblir en plats för Alevi-pilgrimer från hela Turkiet.

### Bosnien och Herzegovina
På toppen av det ottomanska riket, under Gazi Husrev-beg Sarajevo, blev Bosnien och Hercegovina en av de största och viktigaste ottomanska städerna på Balkan efter Istanbul, med den största marknadsplatsen (dagens Baščaršija), och många moskéer, som vid mitten av 1500-talet uppgick till över 100. År 1660 beräknades Sarajevos befolkning vara över 80 000. Husrev-beg formade den fysiska staden i hög grad, eftersom det mesta av det som nu är Gamla stan byggdes under hans regeringstid. Gazi Husrev-beg moskén (bosniska: Gazi Husrev-begova Džamija, turkiska: Gazi Hüsrev Bey Camii), är en moské vid Sarajevos historiska marknadsplats Baščaršija, och den byggdes på 1500-talet. Det är den största historiska moskén i Bosnien och Hercegovina och en av de mest representativa osmanska strukturerna på Balkan. Gazi Husrev-begs türbe ligger på moskéns innergård.
Travnik, i moderna Bosnien och Hercegovina, blev huvudstad i den osmanska provinsen Bosnien och boplats för de bosniska vesirerna efter 1699, när Sarajevo sattes i brand av prins Eugen av Savojen. Storvesirerna begravdes ibland i Travnik, och türbe-helgedomar restes till deras ära i hjärtat av Gamla stan i Travnik, där de står än idag.

### Ungern
Idrisz Babas türbe står i Pécs, Ungern och byggdes 1591. Den har en åttakantig bas och en kupolformad grav, med ogee-formade nedre fönster och cirkulära övre fönster på fasaden. Det är en av endast två överlevande türber i sitt slag i Ungern (den andra är Gül Babas grav), och spelar en viktig roll i historien om ottomansk arkitektur i Ungern.
Inte mycket är känt om den turkiska personen som begravdes i Idrisz Babas türbe. Han ansågs dock vara en helig man med kraft att utföra mirakel. Den användes senare som förvaringsanläggning för krut. Türben har försetts med ett mausoleum, broderat lakan och bönematta av den turkiska regeringen. Både Idrisz Babas türbe och Gül Babas türbe är pilgrimsmål för muslimer.